# Pietà Rondanini
(Henry Moore)
La Pietà Rondanini è un'opera marmorea (h. 195 cm) di Michelangelo Buonarroti, scolpita nel 1552-1553 (prima versione) e rilavorata dal 1555 circa al 1564; è conservata nel Museo del Castello Sforzesco a Milano. Si tratta dell'ultima opera dell'autore, che secondo le fonti vi lavorò fino a pochi giorni prima di morire.
Dal 2 maggio 2015 si può vedere la Pietà nel nuovo museo, allestito nell'antico Ospedale Spagnolo nel Cortile delle Armi del Castello Sforzesco.

## Storia
Negli ultimi anni della sua vita Michelangelo si era dedicato alla scultura solo occasionalmente e per scopi quasi esclusivamente personali. In particolare, stando a quanto riportano i suoi biografi Condivi e Vasari, era desiderio dell'artista completare una Pietà da collocare sulla sua sepoltura, che in un primo momento venne pensata in Santa Maria Maggiore a Roma e, forse, in seguito ripensata a Firenze.
L'artista provò a scolpire, verso il 1550, una Pietà detta "Bandini" che si ruppe per un'imperfezione del marmo quando era in uno stadio già avanzato, provocando la sua ira, tanto che cercò di distruggerla a martellate, lasciandola poi abbandonata.

### Prima versione

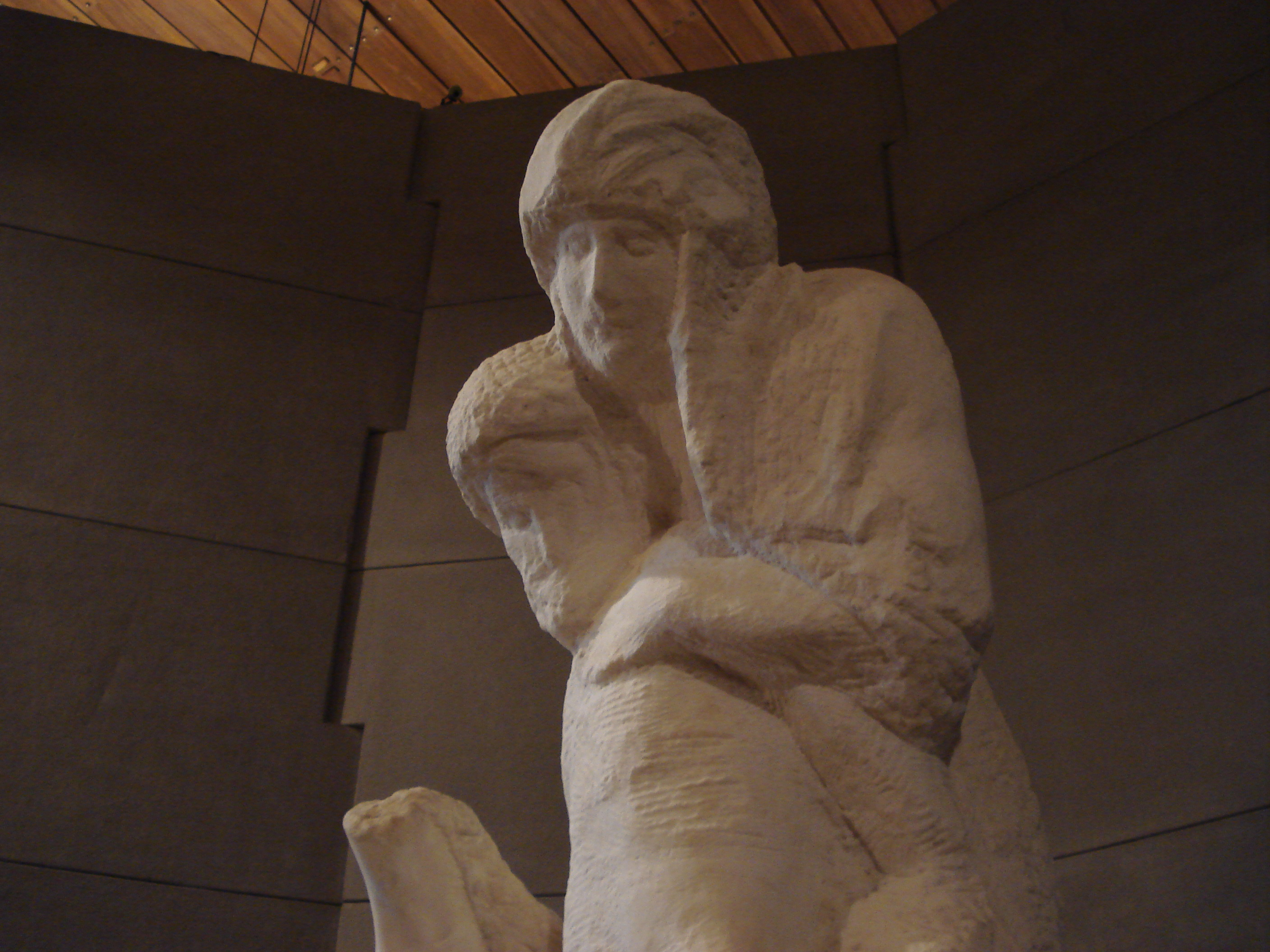
Dettaglio

L'avvio di una nuova Pietà viene fatto risalire agli anni immediatamente successivi, verso il 1552-1553, quando l'artista scolpì un gruppo che probabilmente comprendeva la sola Vergine Maria che sostiene, da dietro, il figlio reggendolo da sotto le ascelle. Una copia di questa versione venne indicata, da Charles de Tolnay, nella Pietà degli angeli di Federico Zuccari (su un modello anteriore di Taddeo Zuccari) alla Galleria Borghese, ma esiste anche un foglio con schizzi (Oxford, Christ Church College), che testimonia degli studi dagli esiti assai diversi dalla versione oggi conosciuta.

### Seconda versione
Tempo dopo, dal 1554 circa, Michelangelo elaborò infatti una nuova versione, rimettendo in discussione l'intera statua: dal corpo di Maria ricavò una nuova figura di Cristo (della figura precedente mantenne solo le gambe piegate), mentre dalla spalla sinistra e dal petto del vecchio corpo di Cristo trovò lo spazio per ricavare un nuovo corpo per Maria.
A questa Pietà lavorò fino a pochi giorni prima di morire, come testimoniano due lettere di Daniele da Volterra scritte rispettivamente a Giorgio Vasari e a Leonardo Buonarroti. L'opera venne infatti rinvenuta nello studio di Michelangelo dopo la sua morte e inventariata così: "Statua principiata per un Cristo et un'altra figura di sopra, attaccate insieme, sbozzate e non finite".

### Vicende successive

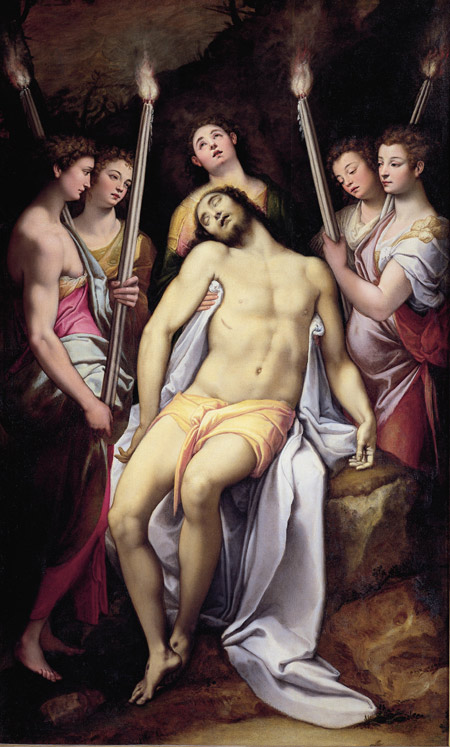
Federico Zuccari, Pietà degli Angeli

Nel 1652 l'opera si trovava in una bottega romana, dove venne vista da Gian Domenico Ottonelli e da Pietro da Cortona.
Nel 1744 fu acquistata dai marchesi Rondanini (Rondinini), da cui il nome attuale, che la collocarono in una nicchia della biblioteca di palazzo Rondanini a Roma in via del Corso.
Il palazzo nel 1904 fu acquistato dal conte Roberto Vimercati-Sanseverino e l'opera, rimasta nell'edificio (l'allora Ministero della pubblica istruzione rinunciò per iscritto al diritto di prelazione), fu collocata su una base costituita da un'ara funeraria romana di epoca traianea, raffigurante i coniugi Marco Antonio e Giulia Filumena Asclepiade, sopra la quale è rimasta fino al 2015. Tra la base e il gruppo marmoreo di Michelangelo non vi erano perni di posizionamento, ma solo alcune sottili lamelle di piombo poste ai lati della base per migliorare la stabilità del gruppo. Alla morte del conte, occorsa nel 1945, la Pietà fu spostata dagli eredi in una villa romana di loro proprietà, dove era possibile visitarla.
Nel 1952 su pressione di Fernanda Wittgens fu acquistata dal Comune di Milano che la destinò alle Raccolte Civiche del Castello Sforzesco.
Nel 2004 è stato portato a termine un minuzioso intervento conservativo, destinato alla rimozione delle diverse sostanze (vernici, stucchi, malte) che avevano macchiato la pietra e della patina giallo-bruna che rivestiva sia il piedistallo sia l'opera. Nel corso di questo intervento sono state inoltre effettuate delle verifiche per accertare l'appartenenza del cosiddetto Frammento Borghese allo stesso blocco di pietra. Questo frammento, ritrovato a Roma negli anni cinquanta del novecento, rappresenta una testa di Cristo. Bruno Mantura, sovrintendente alla Galleria nazionale d'arte moderna di Roma, in un saggio pubblicato nel 1973 lo aveva attribuito a Michelangelo, ritenendo che si trattasse della testa di Cristo della prima versione della Pietà. In occasione del termine dei lavori di restauro le due opere sono state esposte insieme, ma le indagini condotte sul marmo hanno permesso di escludere l'appartenenza del frammento allo stesso blocco della Pietà Rondanini.

## Descrizione e stile

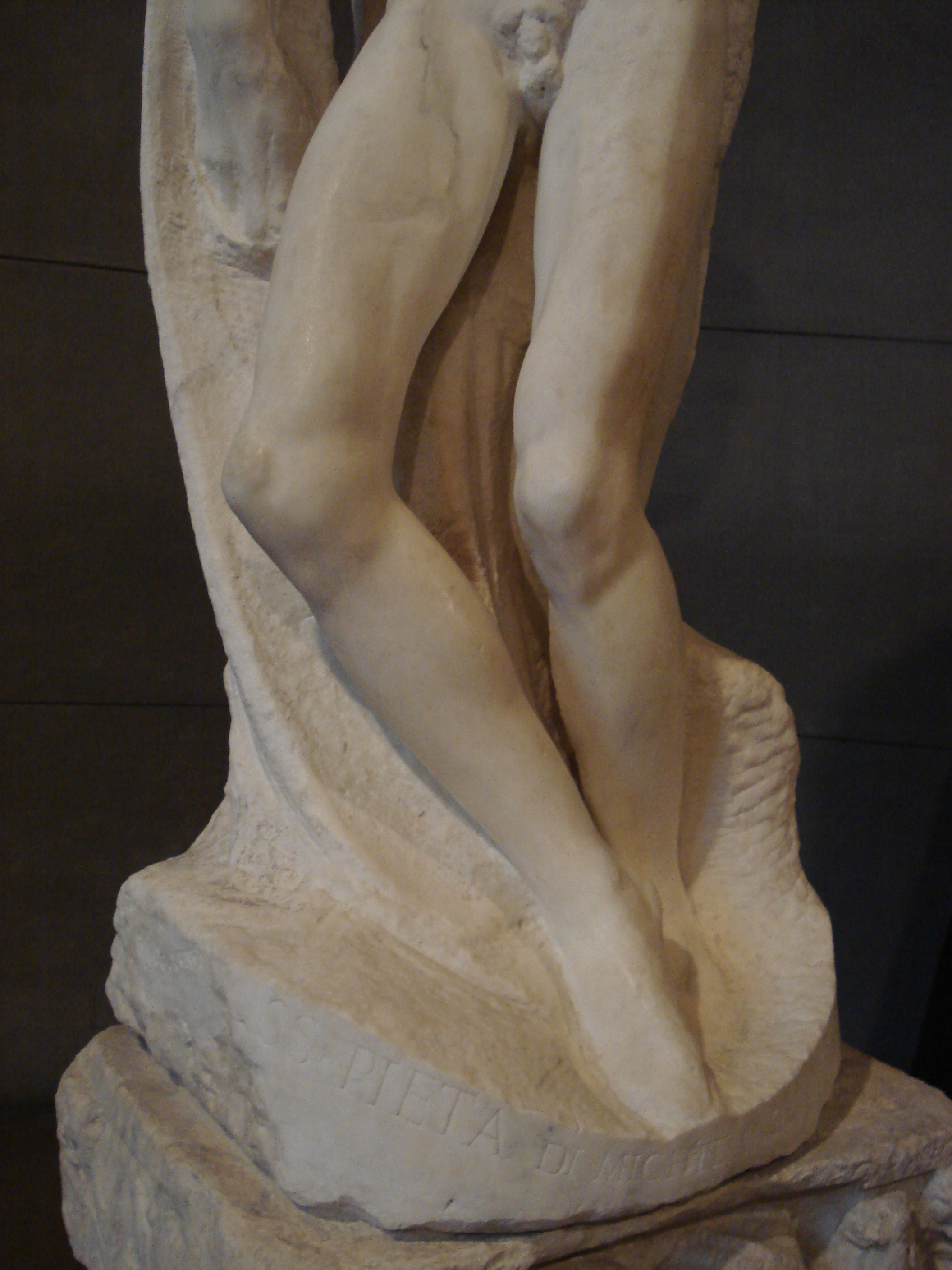
Le gambe di Cristo

La nuova composizione in verticale fu altamente innovativa e dimostrò le capacità inventive dell'artista ormai ottantenne.
Nel gruppo si alternano parti condotte a termine, riferibili alla prima stesura, e parti non finite, legate ai ripensamenti della seconda versione mai compiuta. Le parti condotte a termine sono un braccio destro di Cristo, staccato dal resto del corpo e rotto a un'altezza poco sopra il gomito, le gambe del Redentore e tracce di un diverso orientamento del volto della Vergine.
Le parti relative alla nuova elaborazione sono invece il nuovo volto e il corpo della Vergine, il torso magrissimo e la testa di Cristo.
Tutta l'attenzione dell'artista è concentrata sul rapporto tra madre e figlio morto. Il torso del Salvatore, leggermente piegato in avanti, è schiacciato contro il corpo della Vergine quasi a formare un toccante tutt'uno, con una grande tensione emotiva. A questo proposito ha scritto Luigi Serenthà: un «movimento inarrestabile del corpo del Cristo morto dentro il corpo della Madre, [...] genialmente fusi nel sublime non finito». Maria infatti non sembra più reggere il figlio, ma i due sembrano piuttosto unirsi in un abbraccio che comunque non riesce a trattenere il corpo di Cristo, il quale sembra scivolare via inerme, come rivela la progressiva e inevitabile piega delle gambe. La stessa Maria mostra una figura aerea e senza peso, che non si sforza di trattenere il corpo del figlio.
Se guardata di lato, la statua appare curva in avanti. Questa curvatura dà un senso di slancio verso l'alto come forse è dato intendere da un episodio come la morte di Cristo prossimo alla Resurrezione.